# آرون چیبولا
آرون چیبولا (انگلیسی: Aaron Tshibola؛ زادهٔ ۲ ژانویهٔ ۱۹۹۵ بازیکن فوتبال اهل بریتانیا است.
از باشگاه‌هایی که در آن بازی کرده است می‌توان به باشگاه فوتبال استون ویلا، باشگاه فوتبال هارتل پول یونایتد، و باشگاه فوتبال ردینگ اشاره کرد.
وی همچنین در تیم‌های ملی فوتبال زیر ۱۸ سال انگلستان و جمهوری دموکراتیک کنگو بازی کرده است.